# Monte Tofino
Der Monte Tofino ist ein 2151 m s.l.m. hoher Berg in den Gardaseebergen in der italienischen Provinz Trient. 

## Lage
Der Berg liegt nordwestlich des Tennosees zwischen dem vom Passo del Ballino in südöstlicher Richtung verlaufenden Valle di Ballino und dem westlich angrenzenden Val di Concei, einem bei Bezzecca in Richtung Norden verlaufendes Seitental des Ledrotals. Der Monte Tofino, bis zum 19. Jahrhundert auch als Toffino bezeichnet, gehört zur Pichea-Gruppe. Mit einer Höhe von 2151 m ist er nach dem Doss della Torta (2156 m) der zweithöchste Berg der Gruppe und zugleich des Bergkammes, der das Ledrotal im Norden eingrenzt und sich im Osten bis zur Rocchetta am Gardasee entlangzieht. Der Monte Tofino liegt am nordwestlichen Rand des Natura 2000 Schutzgebietes Crinale Pichea–Rocchetta (WDPA-ID 555580424).